# Campeonato do Mundo B de Hóquei em Patins de 2008
O Campeonato do Mundo B de Hóquei Patins de 2008 foi a 13ª edição do Campeonato do Mundo B de Hóquei em Patins, que se realiza a cada dois anos. É uma competição organizada pela FIRS (Federação Internacional de Desportos sobre patins) que apura os 3 primeiros classificados para o Campeonato do Mundo de Hóquei em Patins de 2009.
A competição decorreu em Vanderbijlpark, Afruca do Sul entre os dias 25 de Outubro e 1 de Novembro.

## Inscritos
Estão representados os cinco continentes na 12ª edição do Campeonato do Mundo B de Hóquei em Patins.
| Continente | Pais          | Continente | Pais           | Continente | Pais       |
| ---------- | ------------- | ---------- | -------------- | ---------- | ---------- |
| Europa     | Holanda       | Americano  | Colômbia       | Asia       | Macau      |
| Europa     | Áustria       | Americano  | Uruguai        | Asia       | Bangladesh |
| Africa     | África do Sul | Americano  | Estados Unidos | Asia       | Índia      |
| Africa     | Egito         | Oceania    | Austrália      | Asia       | Israel     |

## Fase de Grupos

### Grupo A
| Equipe         | J | V | E | D | GM | GS | DG  | Pts |
| -------------- | - | - | - | - | -- | -- | --- | --- |
| Estados Unidos | 3 | 3 | 0 | 0 | 22 | 5  | 17  | 9   |
| Uruguai        | 3 | 2 | 0 | 1 | 10 | 5  | 5   | 6   |
| Israel         | 3 | 0 | 1 | 2 | 3  | 13 | -10 | 1   |
| Austrália      | 3 | 0 | 1 | 2 | 5  | 17 | -12 | 1   |

|                | Uruguai | Israel | Austrália |
| -------------- | ------- | ------ | --------- |
| Estados Unidos | 5-3     | 5-0    | 12-2      |
| Uruguai        |         | 5-0    | 2-0       |
| Israel         |         |        | 3-3       |

### Grupo B
| Equipe        | J | V | E | D | GM | GS | DG | Pts |
| ------------- | - | - | - | - | -- | -- | -- | --- |
| África do Sul | 3 | 3 | 0 | 0 | 14 | 5  | 9  | 9   |
| Holanda       | 3 | 2 | 0 | 1 | 10 | 8  | 2  | 6   |
| Áustria       | 3 | 1 | 0 | 2 | 4  | 6  | 2  | 3   |
| Bangladesh    | 3 | 0 | 0 | 3 | 0  | 9  | -9 | 0   |

|               | Países Baixos | Áustria | Bangladesh |
| ------------- | ------------- | ------- | ---------- |
| África do Sul | 8-4           | 3-1     | 3-0        |
| Holanda       |               | 3-0     | 3-0        |
| Áustria       |               |         | 3-0        |

### Grupo C
| Equipe   | J | V | E | D | GM | GS | DG  | Pts |
| -------- | - | - | - | - | -- | -- | --- | --- |
| Colômbia | 3 | 3 | 0 | 0 | 14 | 5  | 9   | 9   |
| Egito    | 3 | 2 | 0 | 1 | 18 | 11 | 7   | 6   |
| Macau    | 3 | 1 | 0 | 2 | 21 | 20 | 1   | 3   |
| Índia    | 3 | 0 | 0 | 3 | 9  | 38 | -29 | 0   |

|          | Egito | Macau | Índia |
| -------- | ----- | ----- | ----- |
| Colômbia | 6-1   | 12-5  | 10-1  |
| Egito    |       | 3-2   | 14-3  |
| Macau    |       |       | 14-5  |

## Fase Final

### Apuramento Campeão
|  | Quartas de final | Quartas de final |               |               | Semifinais     | Semifinais     |  |  | Final      | Final |
|  |                  |                  |               |               |                |                |  |  |            |       |
|  | 30 Outubro       |                  |               |               |                |                |  |  |            |       |
|  |                  |                  |               |               |                |                |  |  |            |       |
|  | Holanda          | 4                |               |               |                |                |  |  |            |       |
|  | Holanda          | 4                | 31 Outubro    |               |                |                |  |  |            |       |
|  | Uruguai          | 3                |               |               |                |                |  |  |            |       |
|  | Uruguai          | 3                | Holanda       | 4             |                |                |  |  |            |       |
|  | 30 Outubro       |                  | Holanda       | 4             |                |                |  |  |            |       |
|  |                  | Colômbia         | 3             |               |                |                |  |  |            |       |
|  | Colômbia         | Colômbia         | 3             | 12            |                |                |  |  |            |       |
|  | Colômbia         |                  | 30 Outubro    | 12            |                |                |  |  |            |       |
|  | Macau            | 3                |               |               |                |                |  |  |            |       |
|  | Macau            | 3                | Holanda       | 3             |                |                |  |  |            |       |
|  | 30 Outubro       |                  | Holanda       | 3             |                |                |  |  |            |       |
|  |                  | Estados Unidos   | 7             |               |                |                |  |  |            |       |
|  | África do Sul    | Estados Unidos   | 7             | 7             |                |                |  |  |            |       |
|  | África do Sul    | 31 Outubro       |               | 7             |                |                |  |  |            |       |
|  | Egipto           | 2                |               |               |                |                |  |  |            |       |
|  | Egipto           | 2                | África do Sul | 1             | Terceiro lugar | Terceiro lugar |  |  |            |       |
|  | 30 Outubro       |                  | África do Sul | 1             | Terceiro lugar | Terceiro lugar |  |  |            |       |
|  |                  | Estados Unidos   | 2             |               |                |                |  |  |            |       |
|  | Estados Unidos   | Estados Unidos   | 2             | 4             | Colômbia       | 9              |  |  |            |       |
|  | Estados Unidos   |                  |               | 4             | Colômbia       | 9              |  |  |            |       |
|  | Áustria          | 1                |               | África do Sul | 3              |                |  |  |            |       |
|  | Áustria          | 1                |               |               | 3              |                |  |  |            |       |
|  |                  |                  |               |               |                |                |  |  | 30 Outubro |       |
|  |                  |                  |               |               |                |                |  |  |            |       |

| CAMPEÃO DO MUNDO DE HÓQUEI EM PATINS B 2008 |
| ------------------------------------------- |
| USA SEGUNDO TITULO                          |

### 5º/8º
|  | Semifinais | Semifinais |   |            | 5º/6º      | 5º/6º |  |
|  |            |            |   |            |            |       |  |
|  | 31 Outubro |            |   |            |            |       |  |
|  | Uruguai    | 3          |   |            |            |       |  |
|  | Macau      | 0          |   |            |            |       |  |
|  |            |            |   |            |            |       |  |
|  |            |            |   |            | 1 Novembro |       |  |
|  |            |            |   |            | Uruguai    | 2     |  |
|  |            | Áustria    | 3 |            |            |       |  |
|  |            |            |   |            |            |       |  |
|  |            |            |   |            |            |       |  |
|  |            |            |   |            | 7º/8º      |       |  |
|  | 31 Outubro | 31 Outubro |   | 1 Novembro | 1 Novembro |       |  |
|  | Egipto     | 3          |   | Macau      | 8          |       |  |
|  | Áustria    | 8          |   |            | Egipto     | 3     |  |

## Classificação Final
| Pos. | País           |                                                                 |
| ---- | -------------- | --------------------------------------------------------------- |
| 1.   | Estados Unidos | Apurados para o Campeonato do Mundo de Hóquei em Patins de 2009 |
| 2.   | Holanda        | Apurados para o Campeonato do Mundo de Hóquei em Patins de 2009 |
| 3.   | Colômbia       | Apurados para o Campeonato do Mundo de Hóquei em Patins de 2009 |
| 4.   | África do Sul  |                                                                 |
| 5.   | Áustria        |                                                                 |
| 6.   | Uruguai        |                                                                 |
| 7.   | Macau          |                                                                 |
| 8.   | Egito          |                                                                 |
| 9.   | Austrália      |                                                                 |
| 10.  | Israel         |                                                                 |
| 11.  | Índia          |                                                                 |
| 12.  | Bangladesh     |                                                                 |